# Fuente Bartholdi (Lyon)
La fuente Bartholdi está ubicada en la place des Terreaux en el centro de la ciudad de Lyon (distrito 1). Fue esculpida por Frédéric Auguste Bartholdi.

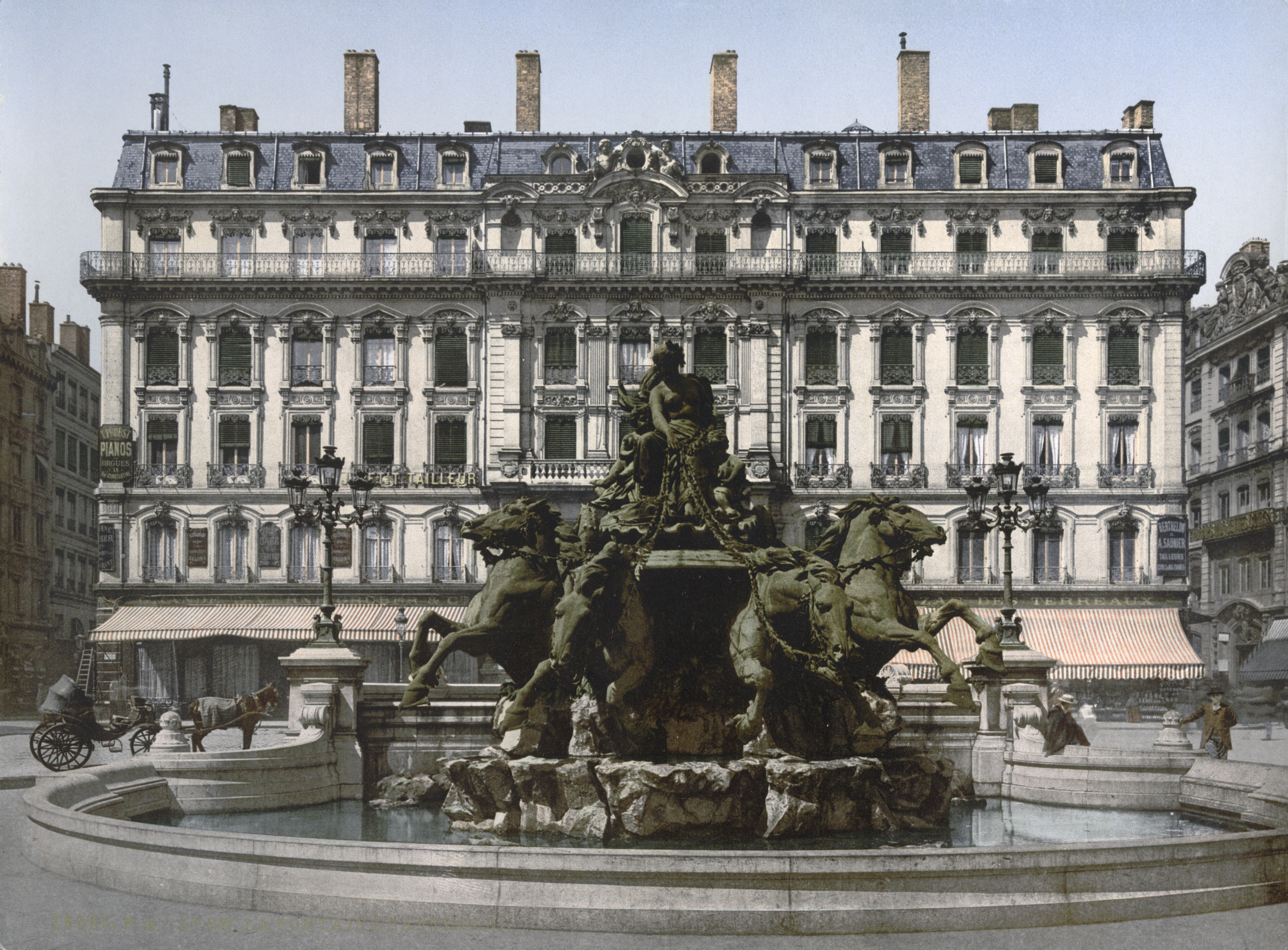
La fuente en su ubicación original

## Historia
La ciudad de Burdeos decidió, en abril de 1857, hacer realizar una fuente para la place des Quinconces. Se pone en marcha un concurso cuyo ganador es un joven escultor de 23 años, Frédéric Bartholdi, quien presenta una obra inspirada en la fuente de Apolo en Versalles, realizada por Tuby.
Por desgracia, el Consejo Municipal de Burdeos no responde a su proyecto. En 1886, después de la inauguración en el puerto de Nueva York de la estatua de la "Libertad Iluminando al Mundo", el alcalde de Burdeos vuelve a ponerse en contacto con él para reactivar el proyecto realizado casi treinta años antes.
Bartholdi termina entonces su fuente de "carro triunfal del Garona", y la manda realizar en 1888 por la empresa Gaget y Gauthier, quien trabajó con él en la Estatua de la Libertad. La fuente es presentada en la Exposición Universal de París en 1889, en la galería central llamada galería de treinta metros, debido a su anchura.
El alcalde de Lyon es seducido por la obra y decide comprarla (el precio se fijó en 150.000 francos). El Ayuntamiento de Lyon acepta el acuerdo en julio de 1890 pero a un precio de 100.000 francos. Bartholdi estaba decepcionado por el precio, pero fue de todos modos a Lyon en otoño del mismo año, descartó varios sitios que no le convenían, y luego aceptó los place des Terreaux. La fuente fue situada frente al ayuntamiento tras la decisión del Consejo Municipal de marzo de 1891, y su inauguración tuvo lugar en septiembre de 1892.
En 1992, la Municipalidad decidió reconstruir el área debido a la construcción de un aparcamiento bajo la plaza, y la fuente es desplazada frente al Museo de Bellas Artes, que también contiene un boceto en barro de la estatua de la Libertad.
El agua vaporizada que sale de las narices de los caballos solo funciona ocasionalmente.
El 29 de septiembre de 1995, la Fuente de Bartholdi es clasificada como monumento histórico. La fuente fue entonces inaugurada una segunda vez.

## Descripción
La fuente pesa 360 toneladas y tiene 21 toneladas de plomo, está constituida por dos estanques y un grupo, y está sostenida por una estructura de hierro sobre la que habría trabajado Gustave Eiffel. Mide 4,85 m de alto y su diámetro total es de 15 m. Distinguimos garras en las pezuñas de los caballos.
El grupo está formado por una mujer y dos hijos niños pequeños en un carro tirado por cuatro caballos de mar. Ella representa a Francia (Marianne) y 4 ríos franceses (los caballos).

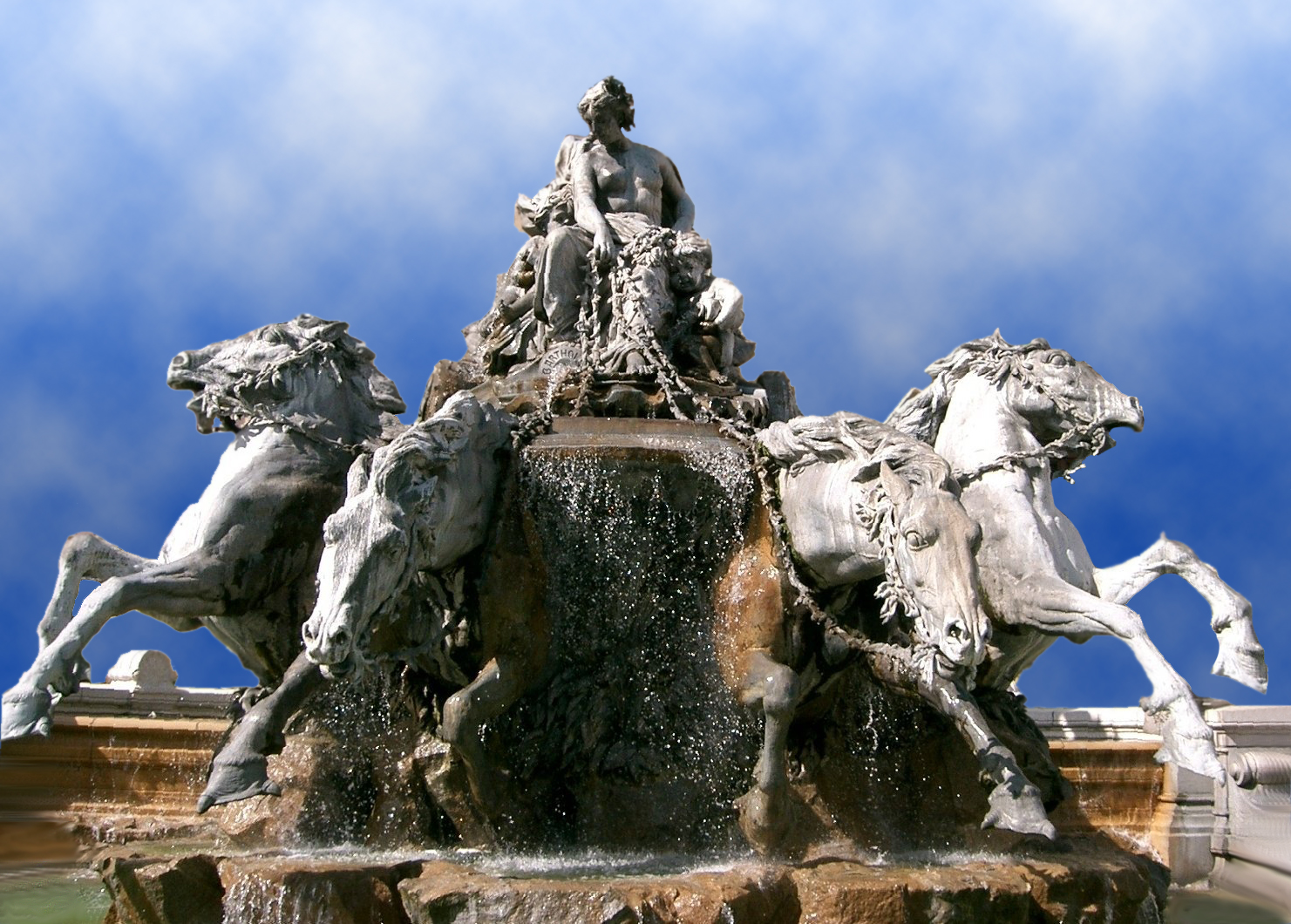
Fuente de Bartholdi
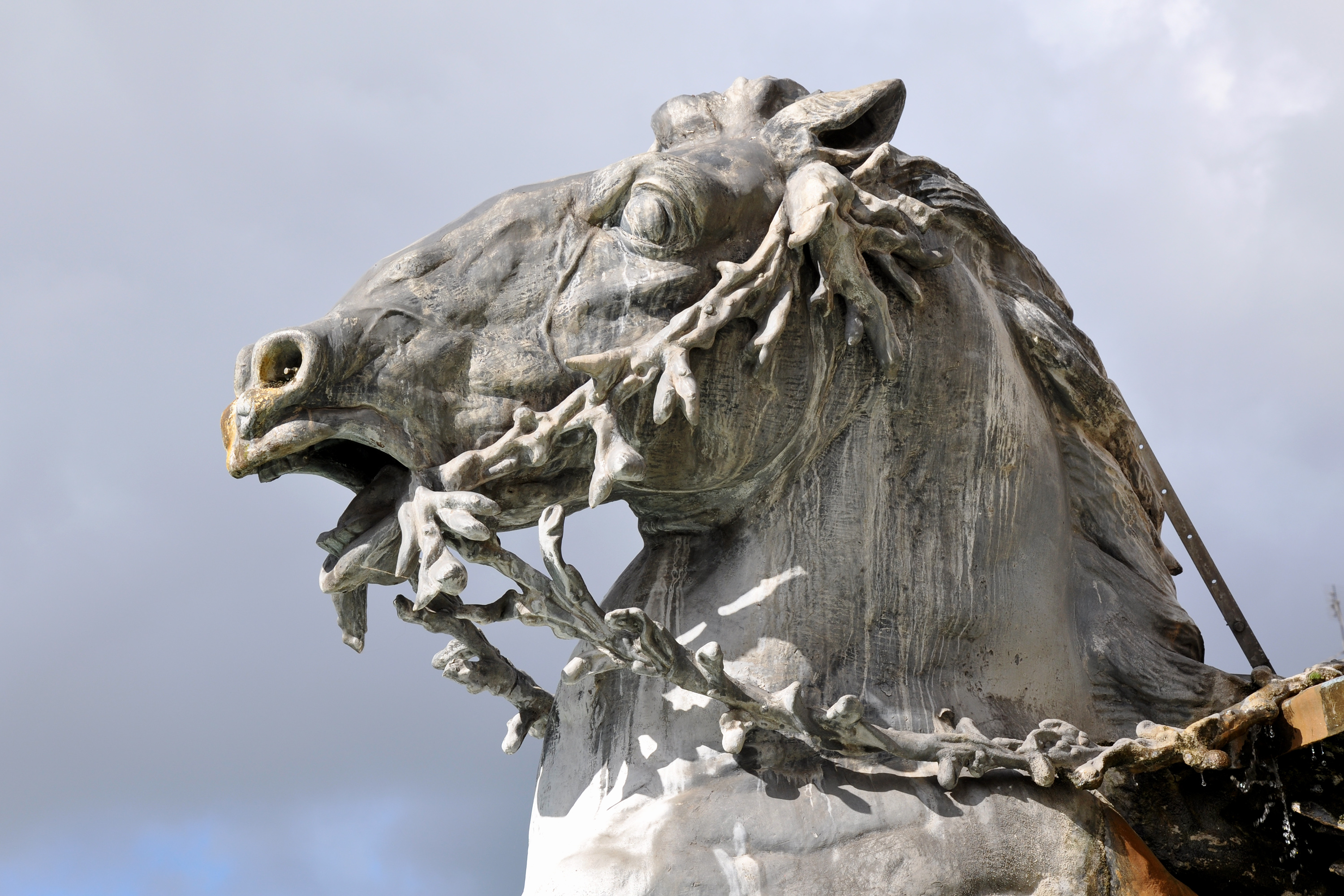
Detalle de un caballo
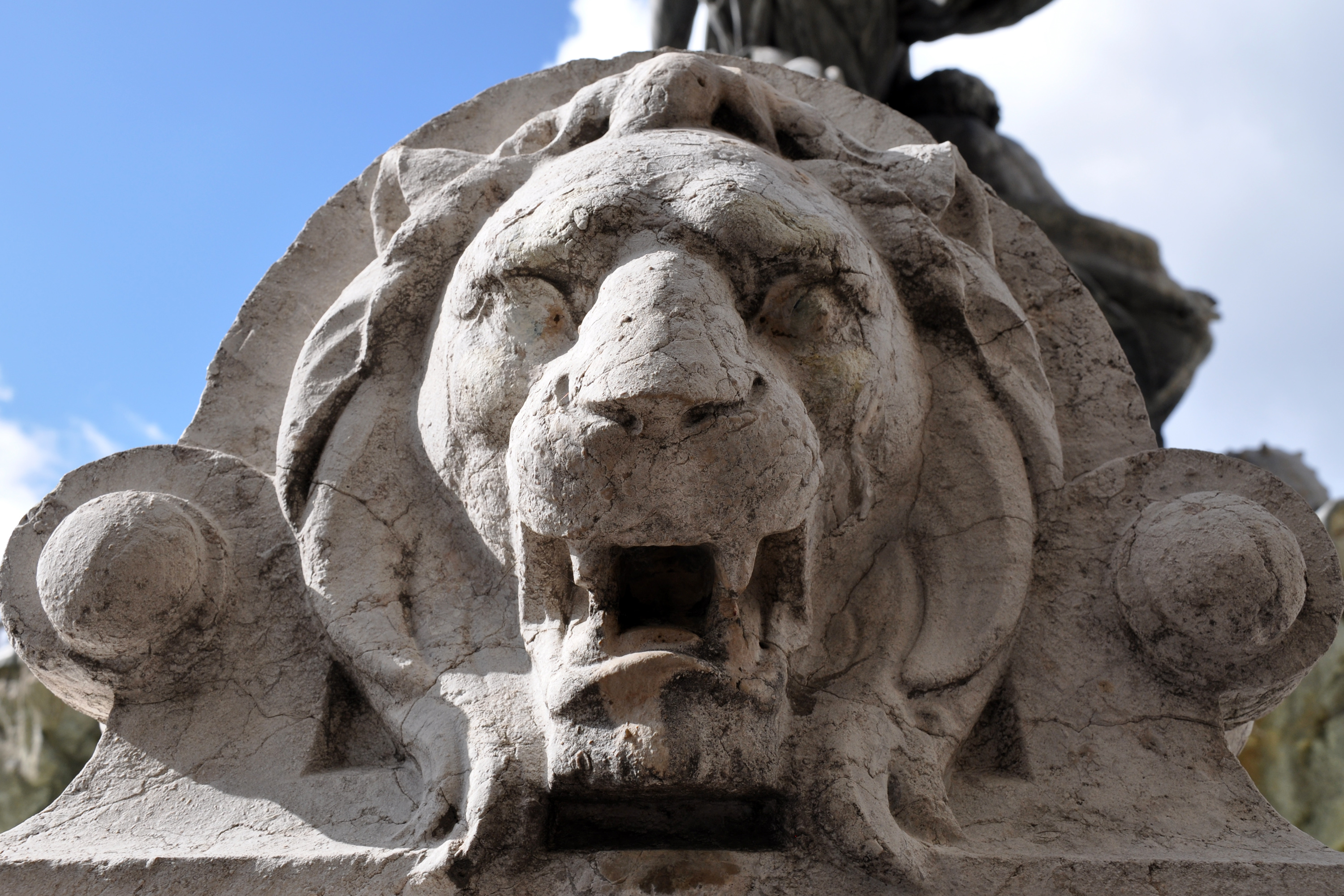
Ornamento detallada de una cuenca